# Élections sénatoriales de 1959 dans le Finistère
Les élections sénatoriales dans le Finistère ont lieu le dimanche 26 avril 1959. Elles ont pour but d'élire les sénateurs représentant le département au Sénat pour un mandat de neuf années.

## Contexte départemental
Lors des élections sénatoriales du 19 juin 1955 dans le Finistère, quatre sénateurs ont été élus selon un mode de scrutin proportionnel, deux membres du MRP : Yves Jaouen et Xavier Trellu, un CNI : Yves Le Bot et un SFIO : Jean-Louis Rolland.

## Sénateurs sortants
| Sénateur | Sénateur           | Parti | Fonctions lors de l'élection en 1959                                                                                      |
| -------- | ------------------ | ----- | --- |
|          | Yves Jaouen        | MRP   | Sortant, ancien président du Conseil général, conseiller général de Brest-2, ancien maire de Brest, ne se représente pas. |
|          | Xavier Trellu      | MRP   | Sortant, élu député en 1958, ancien conseiller général de Douarnenez, ne se représente pas.                               |
|          | Yves Le Bot        | UNR   | Sortant, maire de Lannilis.                                                                                               |
|          | Jean-Louis Rolland | SFIO  | Sortant, ancien député, maire de Landerneau.                                                                              |

## Résultats
Il y avait cinq listes de constituées pour ces élections, ainsi qu'un candidat isolé : Pierre Burin (Rad-soc). 
Une liste présentée par le MRP, une SFIO, une UNR, une CNI et une PCF.
Pour le deuxième tour, les listes UNR et CNI fusionnent.
| Candidat et parti politique | Candidat et parti politique | Candidat et parti politique | Premier tour | Premier tour | Ballotage | Ballotage |
| Candidat et parti politique | Candidat et parti politique | Candidat et parti politique | Voix         | %            | Voix      | %         |
| --------------------------- | --------------------------- | --------------------------- | ------------ | ------------ | --------- | --------- |
|                             | André Monteil               | MRP                         | 616          | 34,94        | 668       | 38,00     |
|                             | André Colin                 | MRP                         | 614          | 34,83        | 636       | 36,18     |
|                             | Yves Hamon                  | MRP                         | 586          | 33,24        | 631       | 35,89     |
|                             | François Prigent            | MRP                         | 535          | 30,35        | 570       | 32,42     |
|                             |                             |                             |              |              |           |           |
|                             | Jean-Louis Rolland *        | SFIO                        | 382          | 21,67        | 410       | 23,32     |
|                             | Hervé Mao                   | SFIO                        | 356          | 20,19        | 495       | 28,16     |
|                             | Jean-Louis Faou             | SFIO                        | 334          | 18,95        | 470       | 26,74     |
|                             | Aristide "Ary" Fichez       | SFIO                        | 314          | 17,81        |           |           |
|                             | François Coat               | Rad                         |              |              | 458       | 26,05     |
|                             |                             |                             |              |              |           |           |
|                             | Yves Le Bot *               | UNR                         | 418          | 23,71        | 620       | 35,27     |
|                             | Pierre Le Bourhis           | CNI                         | 289          | 16,39        | 545       | 31,00     |
|                             | Charles Le Gloasguen        | UNR                         | 281          | 15,94        |           |           |
|                             | Sébastien Guiziou           | CNI                         | 259          | 14,69        |           |           |
|                             |                             |                             |              |              |           |           |
|                             | Jean Fichoux                | CNI                         | 344          | 19,51        | 638       | 36,29     |
|                             | Léon Guéguen                | Mod                         | 289          | 16,39        | 510       | 29,01     |
|                             | Yves Pouliquen              | CNI                         | 244          | 13,84        |           |           |
|                             | Adolphe Le Hir              | Mod                         | 233          | 13,22        |           |           |
|                             |                             |                             |              |              |           |           |
|                             | Alphonse Penven             | PCF                         | 168          | 9,53         | 127       | 7,22      |
|                             | Pierre Salaün               | PCF                         | 162          | 9,19         |           |           |
|                             | Gabriel Paul                | PCF                         | 160          | 9,08         |           |           |
|                             | Thomas Donnard              | PCF                         | 159          | 9,02         |           |           |
|                             |                             |                             |              |              |           |           |
|                             | Pierre Burin                | Rad-soc                     | 76           | 4,31         |           |           |
|                             |                             |                             |              |              |           |           |
| Inscrits                    | Inscrits                    | Inscrits                    | 1 776        |              | 1 776     |           |
| Abstentions                 | Abstentions                 | Abstentions                 | 3            | 0,17         | 3         | 0,17      |
| Votants                     | Votants                     | Votants                     | 1 773        | 99,83        | 1 773     | 99,83     |
| Blancs et nuls              | Blancs et nuls              | Blancs et nuls              | 10           | 0,56         | 15        | 0,85      |
| Exprimés                    | Exprimés                    | Exprimés                    | 1 763        | 99,44        | 1 758     | 99,15     |

### Sénateurs élus
| Sénateur | Sénateur      | Parti | Fonctions lors de l'élection en 1959                                                                      |
| -------- | ------------- | ----- | --- |
|          | André Colin   | MRP   | Président du MRP, ancien ministre, ancien député, conseiller général de d'Ouessant, ancien membre du CNR. |
|          | André Monteil | MRP   | Ancien ministre, ancien maire de Quimper.                                                                 |
|          | Yves Hamon    | MRP   | Conseiller général de Pleyben, maire de Lennon.                                                           |
|          | Jean Fichoux  | CNI   | Conseiller général et maire d'Arzano.                                                                     |